# Ochsenhausen
Ochsenhausen est une ville d'Allemagne situé dans le Land Bade-Wurtemberg, entre les villes Biberach an der Riß et Memmingen. Cette localité est surtout réputée pour son abbaye impériale, fondée par les Bénédictins, et pour la ligne de chemin de fer touristique appelée « Œchsle », qui la relie à Biberach. Le maire de la ville est Andreas Denzel.

## Jumelages
- La Fère (France) depuis 1980
- Subiaco (Italie) depuis 1989